# 6equence
6equence es el segundo EP en solitario de la cantante surcoreana Moonbyul. Fue lanzado el 19 de enero de 2022 por RBW y distribuido por Kakao M. El miniálbum contiene siete pistas, incluyendo la canción principal titulada «Lunatic», además de los sencillos lanzados previamente, «G999» junto a Mirani y «머리에서발끝까지» (Shutdown) junto a Seori.

## Antecedentes y lanzamiento
El 3 de diciembre de 2021 a la medianoche (KST), Moonbyul lanzó un misterioso vídeo teaser titulado “6ix”. La artista había insinuado previamente a los fanáticos que se estaba preparando para un regreso en solitario o algún otro proyecto en solitario antes de fin de año. Tres días después, la miembro de Mamamoo anunció oficialmente que lanzaría un nuevo trabajo musical en enero de 2022. El 7 de diciembre, confirmó que este sería su tercer miniálbum, que llevaría por nombre 6equence. También anunció que lanzaría dos sencillos de prelanzamiento del álbum en diciembre: uno junto a Mirani el 13 de diciembre y otro con Seori el 30 de diciembre del mismo año.
El 13 de diciembre de 2021 lanzó la canción «G999» en colaboración con Mirani, como el primer sencillo de prelanzamiento de su próximo miniálbum en solitario. Compuesta por Seo Yong Bae y Park Hyun Kyu, «G999» es una canción con un concepto newtro y una vibra de la vieja escuela. Moonbyul y Mirani participaron en la escritura de la letra junto con los mismos Seo Yong Bae y Park Hyun Kyu.
El 27 de diciembre, Moonbyul presentó el primer vistazo a su segundo sencillo de prelanzamiento de su próximo álbum, que llevó por nombre «머리에서발끝까지» (Shutdown), en colaboración con Seori, el cual fue lanzado el 30 de diciembre de 2021.
El 6 de enero de 2022, Moonbyul inició oficialmente la cuenta regresiva para su regreso en solitario con un primer adelanto de «Lunatic», título del sencillo principal del nuevo miniálbum. El 10 de enero fue presentada la lista de canciones, mientras que el 19 de enero de 2022 fue lanzado el EP junto el vídeo musical de su canción principal, «Lunatic». Esta es una canción de género house que expresa los sentimientos de una pareja en una relación que comenzó con la misma cantidad de afecto el uno por el otro, pero que se vuelve más unilateral.

## Lista de canciones
| CD    |                                             | |                                                                                               |                                              |          |  |
| N.º   | Título                                      | Letras | Música                                                                                        | Arreglos                                     | Duración |  |
| 1.    | «Intro: Synopsis»                           | Lee Sangho, Seo Yongbae, Lee Woosang, Mingky                                                                  | Lee Sangho, Seo Yongbae, Lee Woosang, Mingky                                                  | Mingky                                       | 1:38     |  |
| 2.    | «G999» (feat. Mirani)                       | Seo Yongbae, Park Hyunkyu (VROMANCE), Moonbyul, Mirani                                                        | Seo Yongbae, Park Hyunkyu (VROMANCE)                                                          | Seo Yongbae                                  | 3:04     |  |
| 3.    | «머리에서발끝까지 (Shutdown)» (feat. Seori) | Im Sanghyeok, Jeon Daun, Cocodubuappa, Moonbyul                                                               | Im Sanghyeok, Jeon Daun, Cocodubuappa                                                         | Im Sanghyeok, Jeon Daun, Cocodubuappa        | 3:21     |  |
| 4.    | «Lunatic»                                   | Lee Sangho, Seo Yongbae, Lee Woosang, Mingky, Park Hyunkyu (VROMANCE), Inner Child (MonoTree)                 | Lee Sangho, Seo Yongbae, Lee Woosang, Mingky, Park Hyunkyu (VROMANCE), Inner Child (MonoTree) | Lee Sangho, Seo Yongbae, Lee Woosang, Mingky | 3:25     |  |
| 5.    | «너만 들었으면 좋겠다 (For Me)»             | Im Sanghyeok, Cocodubuappa, Moonbyul                                                                          | Im Sanghyeok, Cocodubuappa                                                                    | Im Sanghyeok, Cocodubuappa                   | 3:38     |  |
| 6.    | «내가 뭘 어쩌겠니? (ddu ddu ddu)»           | Moonbyul, Cocodubuappa                                                                                        | Moonbyul, Cocodubuappa                                                                        | Cocodubuappa                                 | 3:32     |  |
| 7.    | «Lunatic» (English version)                 | Lee Sangho, Seo Yongbae, Lee Woosang, Mingky, Park Hyunkyu (VROMANCE), Inner Child (MonoTree), Peter (Oneway) | Lee Sangho, Seo Yongbae, Lee Woosang, Mingky, Park Hyunkyu (VROMANCE), Inner Child (MonoTree) | Lee Sangho, Seo Yongbae, Lee Woosang, Mingky | 3:25     |  |
| 22:03 |                                             | |                                                                                               |                                              |          |  |

## Historial de lanzamiento
| Fecha               | Formato                         | Sello discográfico |
| ------------------- | ------------------------------- | ------------------ |
| 19 de enero de 2022 | CD, descarga digital, streaming | RBW, Kakao M       |